# Catrinel Menghia
Catrinel Menghia, född 1 oktober 1985 i Iași, är en rumänsk fotomodell.
Hon deltog i tävlingen Ford Model's Supermodel of the World Romania i november 2001 där hon kom tvåa. Hon har gjort reklamkampanjer för Giorgio Armani. Hon har också varit med i sydafrikanska Sports Illustrated Swimsuit Edition och i FHM och Maxim.